# Bruce (Mississipi)
Bruce és una població dels Estats Units a l'estat de Mississipi. Segons el cens del tenia una població d'habitants.

## Demografia
Segons el cens del 2000, Bruce tenia 2.097 habitants, 889 habitatges, i 562 famílies. La densitat de població era de 316,3 habitants per km².
Dels 889 habitatges en un 28,9% hi vivien nens de menys de 18 anys, en un 37,3% hi vivien parelles casades, en un 22,2% dones solteres, i en un 36,7% no eren unitats familiars. En el 34,9% dels habitatges hi vivien persones soles el 17,3% de les quals corresponia a persones de 65 anys o més que vivien soles. El nombre mitjà de persones vivint en cada habitatge era de 2,32 i el nombre mitjà de persones que vivien en cada família era de 2,98.
Per edats la població es repartia de la següent manera: un 27,8% tenia menys de 18 anys, un 8,2% entre 18 i 24, un 25,1% entre 25 i 44, un 21,7% de 45 a 60 i un 17,2% 65 anys o més.
L'edat mediana era de 36 anys. Per cada 100 dones de 18 o més anys hi havia 79 homes.
La renda mediana per habitatge era de 20.417$ i la renda mediana per família de 31.806$. Els homes tenien una renda mediana de 34.063$ mentre que les dones 21.380$. La renda per capita de la població era de 14.233$. Entorn del 20,1% de les famílies i el 29,3% de la població estaven per davall del llindar de pobresa.

## Poblacions més properes
El següent diagrama mostra les poblacions més properes.